# Яблонский, Георгий Антонович
Георгий Антонович Яблонский (1887—1916) — русский офицер, военный лётчик. Герой Первой мировой войны.

## Биография
Родился 2 августа 1887 года в Житомире. В 1905 году окончил Сибирский кадетский корпус, а в 1908 году Николаевское инженерное училище выпущен подпоручиком во 2-й Восточно-Сибирский полевой воздухоплавательный батальон.
В 1910 году окончил курс Учебного воздухоплавательного парка, после чего был произведён в поручики и назначен  в 4-ю воздухоплавательную роту. С 18 октября 1910 года младший офицер 2-й роты Брест-Литовского воздухоплавательного батальона. В 1912 году после окончания теоретических авиационных курсов при Санкт-Петербургском политехническом институте Офицерской воздухоплавательной школы, назначен в лётчиком в 3-й отряд 7-й воздухоплавательной роты.
Участник Первой мировой войны. 2 октября 1914 года назначен  военным лётчиком 9-го корпусного авиационного отряда. 20 ноября 1814 года произведён в штабс-капитаны и назначен исполняющим обязанности начальника, с 1915 года начальником 9-го корпусного авиационного отряда.  5 декабря 1915 года  переведен во 2-ю авиационную роту. С 1 февраля 1916 года начальник авиаотряда Киевской Военной школы лётчиков-наблюдателей.
25 мая 1916 года за храбрость был награждён Орденом Святого Георгия 4 степени:
За храбрость в делах против немецкой неприятельской армии
24 января 1917 года за храбрость был награждён Георгиевским оружием:
За то, что, состоя в чине поручика в прикомандировании к 9-му корпусному авиационному отряду и управляя воздухоплавательным прибором при производстве воздушной разведки, во второй половине ноября 1914 г., крепости Кракова и юго-западного ее района, в обстановке исключительной трудности и опасности, в холодную и дурную погоду, под артиллерийским и ружейным огнем противника, доставлял своевременно верные сведения о силе, расположении и передвижении неприятельских сил, чем принес существенную пользу нашим операциям
22 декабря 1916 года погиб потерпев аварию на аэродроме Киевской Военной школы летчиков-наблюдателей.
Г. А. Яблонский являлся автором ряда проектов и изобретений, среди которых наиболее существенными являются: ружьё-пулемёт и способ добывания водорода с использованием активного алюминия. На момент смерти Яблонского, ружьё-пулемёт проходил испытания в Офицерской стрелковой школе. А в отношении способа добывания водорода по представлению Управления Военного воздушного флота Исполнительная комиссия постановлением от 14 ноября 1916 года разрешила отпустить 109 тысяч рублей на постройку в городе Киев завода для изготовления активного алюминия по способу Яблонского. В сравнении со способом японского профессора Уено, который применялся ранее, обработка алюминия, предложенная Яблонским, была значительно экономически выгоднее: обработка одного пуда алюминия по способу Уено обходилась в 9 рублей, по способу Яблонского — в 4 рубля. Предполагалось назначить Яблонскому вознаграждение с каждого обработанного пуда алюминия, так, чтобы общая сумма вознаграждения не превысила 50 тысяч рублей. В связи с его гибелью великий князь Александр Михайлович поддержал предложение начальника Военной школы лётчиков-наблюдателей о выплате вдове  Яблонского единовременно 50 тысяч рублей